# Brunettia atrisquamis
Brunettia atrisquamis és una espècie d'insecte dípter pertanyent a la família dels psicòdids que es troba a Àsia: Sri Lanka i l'Índia.